# Культ личности Ленина
Вокруг имени Владимира Ильича Ленина в советский период российской истории возник обширный культ. Его имя и идеи в СССР прославляли так же, как и Октябрьскую революцию, а позже и Сталина (вплоть до XX съезда КПСС).
Ubi Lenin, ibi Jerusalem
 (где Ленин, там и Иерусалим)
Культ личности Ленина начался ещё до его смерти. Так, на Всероссийской сельскохозяйственной выставке 1923 года был представлен Дом крестьянина с ленинским уголком, выставлены многочисленные портреты Ленина, в том числе огромный из живых цветов, проводился сбор денег на постройку самолёта «Ильич». Сам Ленин, на тот момент уже не говоривший, посетил выставку 19 октября.
После смерти культ активно насаждался членами ЦК, прежде всего Сталиным, и достиг колоссального размаха. 26 января 1924 года после смерти Ленина бывшая столица Петроград был переименован в Ленинград. В партии был объявлен Ленинский призыв. Именем Ленина назывались города, посёлки и важнейшие улицы населённых пунктов. В каждом городе стоял памятник Ленину. Цитатами Ленина обосновывались и доказывались утверждения в публицистике и научных работах. Для детей были написаны многочисленные рассказы о «дедушке Ленине». Практически все дети 7-9 лет принимались в октябрята и носили на груди звёздочку с портретом Ленина (на илл.). Портреты Ленина висели на заводах, в школах, детских садах, высших учебных заведениях.
Предпосылки для создания культа появились с образованием ВКП(б), окончательно сформировался культ в 1923—1924 годах. После развенчания культа личности Сталина власти СССР пытались заменить его культом Ленина. В 1970-х годах, несмотря на огромные усилия властей, культ Ленина начинает восприниматься значительной частью населения СССР иронически. После распада СССР начался процесс деленинизации.

## История

### До 1918 года
Предпосылки культа были заложены задолго до революции, с основанием в 1903 году большевистской партии. Ричард Пайпс подчёркивает, что партия, как творение Ленина, была неотделима от его личности. С момента основания партии Ленин имел огромный авторитет среди большевиков, как основатель РСДРП(б) и основной её идеолог.
Американский историк Нина Тумаркин в работе «Ленин жив! Культ Ленина в Советской России» отмечает, что большевики уже начиная с 1903 года начали попадать под «гипнотическое воздействие» Ленина; Ричард Пайпс утверждает, что Ленин был несомненно харизматичным лидером.
Николай Валентинов обнаружил, что уже в 1904 году в Женеве вокруг Ленина возникла атмосфера «обожания». Николай Суханов описывает большевиков весной 1917 года как людей, поклоняющихся своему идеологическому центру во главе с Лениным, как «Святому Граалю», а самого Ленина воспринимающих как «прославляемого великого магистра ордена». Луначарский и Потресов в своих мемуарах описывают подобное почитание большевиками Ленина как неизбежное, вследствие его харизматичности.
Однако долгое время положение Ленина в партии не только не означало ничего похожего на славословия позднесоветского периода; власть самого Ленина в РСДРП(б) также отнюдь не была абсолютной. Целый ряд ключевых решений 1917 года был принят простым большинством ЦК, иногда даже вразрез с явно выраженной волей Ленина. Так, ЦК отказался исключать из партии Зиновьева и Каменева, выступавших против подготовки Октябрьской революции, а Брест-Литовский мирный договор был одобрен ЦК только после того, как Ленин пригрозил своей отставкой.
Культ Ленина стал постепенно складываться ещё с осени 1917 года. Вскоре после Октябрьской революции Михаил Ольминский опубликовал в большевистской газете «Социал-демократ» первую романтизированную биографию Ленина. В этой биографии Ленин изображён скромным аскетом, у которого «одна только забота — о партии».
Примерно в то же время в газете «Солдатская правда» вышла ещё одна биография Ленина, написанная Крупской под редакцией самого Ленина; эта биография, по словам Нины Тумаркин, «отличается фактической точностью и сдержанностью тона», хотя в ней и были проигнорированы связи молодого Ленина с народовольцами. Автобиография, написанная целиком самим Лениным летом 1917 года по просьбе революционных солдат, отличается ещё большей сдержанностью; она рассказывает лишь о казни Александра Ульянова, исключении молодого Ленина из университета и его аресте в 1895 году.
Первый стихотворный панегирик в адрес Ленина появился уже 29 октября 1917 года в газете «Правда», и тремя неделями позднее — в «Солдатской правде». 1 мая 1918 года опубликовано напыщенное стихотворение «Вождю» Демьяна Бедного, в котором он называет работы Ленина «святой Библией труда», а врагов большевизма «иудами». В 1918 году город Талдом был переименован в Ленинск (однако никакого отношение Талдом к Ленину не имеет, а в 1931 году город был переименован обратно). В августе 1918 года был сформирован первый большевистский агитпоезд, носивший название «Ленинский поезд».

### Осень 1918 года
Первый подлинный всплеск славословий в адрес Ленина, начался, как подчёркивает Ричард Пайпс, только осенью 1918 года, после покушения на него Фанни Каплан. Одним из последствий этого стали бесконечные дифирамбы, раздававшиеся как в печати, так и в речах партийных лидеров, в том числе Свердлова, Зиновьева и Троцкого.
Нина Тумаркин в этой связи обращает внимание на речь Зиновьева от 6 сентября 1918 года, опубликованную в количестве 200 тысяч экземпляров. В этой речи Зиновьев излагает заметно подкорректированную биографию Ленина, в которой отчётливо звучат религиозные нотки. Он упоминает, что Ленин «происходит из бедняков», «забыв» при этом упомянуть о его дворянстве. Личность Ленина больше напоминает описание христианского святого, а его работа «Что делать?» названа «евангелием искровцев».
Редактор большевистской газеты «Беднота» Лев Сосновский пошёл ещё дальше, придав Ленину черты мученика, фактически проведя параллель между ним и Иисусом Христом: «Ленина нельзя убить. Он так сросся с восставшим и борющимся пролетариатом, что нужно истребить всех до одного рабочих всего мира, чтобы убить Ленина. Пока жив пролетариат — жив Ленин». Показательна также одна из публикаций этого периода, заявлявшая, что Ленин «чудом остался в живых», только благодаря вмешательству «воли пролетариата».
В 1918—1919 годах именем Ленина уже начали называть улицы, тогда же стали появляться первые бюсты Ленина.
Как подчёркивает Ричард Пайпс, бурный поток стихийных славословий был оборван самим Лениным после того, как он оправился после покушения. Согласно мемуарам Бонч-Бруевича, ознакомившись с тем, что писали о нём газеты, Ленин «пришёл в ужас», после чего вызвал к себе Ольминского и Лепешинского, отправив их в редакции «Правды» и «Известий» с наказом «спустить всё на тормозах».
Одной из форм славословий того времени стало регулярное избрание большевистских вождей, в первую очередь — Ленина и Троцкого — в почётные председатели и почётные президиумы разнообразных съездов (вплоть до шахматно-шашечных), присвоение иных почётных званий. Так, к моменту своей смерти Ленин был избран «почётным красноармейцем» в общей сложности двадцати военных частей.
Только за июнь-июль 1923 года уже отошедший от политики, и умирающий Ленин был избран почётным председателем Коминтерна, почётным членом президиума VI Всероссийского съезда союза рабочих металлистов и почётным кооператором России, в августе избран почётным председателем Всероссийской сельскохозяйственной и кустарно-промышленной выставки, в октябре — почётным членом Петросовета и почётным членом президиума торжественного комсомольского собрания, посвящённого 5-летнему юбилею этой организации. В ноябре Ленин избран почётным председателем собрания уполномоченных Центросоюза, почётным председателем VI Всероссийского съезда рабочих бумажной промышленности, I Всероссийского съезда научных работников и IV Всероссийского съезда заведующих губернскими отделами народного образования.

### 50-летний юбилей Ленина (1920 год)
Новый резкий всплеск дифирамбов произошёл в 1920 году в честь 50-летнего юбилея Ленина. По этому поводу появились новые стихи Демьяна Бедного и Владимира Маяковского. Владимир Невский написал опубликованную тиражом 200 тысяч экземпляров романтизированную биографию Ленина, густо насыщенную славословиями в его адрес.
Свои собственные панегирики опубликовали Зиновьев, Сталин, Бухарин, Сосновский; Троцкий написал по этому поводу неожиданную статью «Национальное в Ленине», в которой изображает большевистского лидера подлинным национальным лидером русского народа и чуть ли не славянофилом.
Ещё более неожиданным стало эссе «Владимир Ильич Ленин», написанное в честь юбилея Максимом Горьким. Под видом славословий Горький фактически перешёл на оскорбления, в связи с чем Ленин выразил раздражение публикацией этой статьи в журнале «Коммунистический Интернационал», в своей записке Политбюро заметив, что в ней «нет не только ничего коммунистического, но много чего антикоммунистического». В действительности же в своём эссе Горький назвал Ленина «гильотиной, которая мыслит», также заявив: «Я снова пою славу священному безумству храбрых. Из них же Владимир Ленин — первый и самый безумный».

…в эпоху преобладания религиозных настроений Ленина сочли бы святым. Я знаю: мещан это взбесит, многие товарищи усмехнутся, и весело захохочет сам Ленин…Суровый реалист, хитроумный политик, Ленин постепенно становится легендарной личностью. Это — хорошо. 

22 апреля 1920 года на торжественном заседании Казанского губернского исполнительного комитета, посвящённого 50-летию Ленина, было учреждено высшее лечебно-учебное заведение — Казанский клинический институт им. В. И. Ленина (в 1923—1995 годах — Государственный институт для усовершенствования врачей им. В. И. Ленина).

### Формирование полномасштабного культа с 1923 года
После третьего инсульта 10 марта 1923 года умирающий Ленин окончательно отошёл от политической деятельности. По описанию Ричарда Пайпса, после удара он стал способен произносить только односложные слова: «вот-вот» и «съезд-съезд». Началась ожесточённая борьба за власть между ближайшими соратниками Ленина, в которой враждующие стороны широко апеллировали к традиционному среди большевиков авторитету Ленина. Бурный рост культа вокруг его имени с этого времени стал неудержимым; Нина Тумаркин подчёркивает, что в совершенно сознательном раздувании культа в 1923—1924 годах участвовали как правящая в тот момент «тройка» Зиновьев-Каменев-Сталин, так и противостоявший им Троцкий. Все претенденты на роль преемника Ленина написали множество хвалебных статей о нём. Несколько особняком в этом ряду стояли статьи Троцкого, упорно изображавшего себя, как равную Ленину фигуру (см. также Троцкий и Ленин). Так, в одной из своих статей Троцкий рассказывал о следующем комичном случае: однажды, когда Троцкому жали ботинки, Ленин одолжил ему свои. Но для Троцкого они тоже оказались тесными.
Искренность большевистских вождей, с 1923 года активно начавших раздувать ленинский культ, представляется довольно сомнительной. Так, во время январской партконференции 1924 года Сталин предал гласности изъятый из официальных протоколов XI съезда (1922) фрагмент выступления «дециста» Тимофея Сапронова, в котором Сапронов назвал Ленина «невеждой» и «олигархом». Годом позднее Сапронов публично заявлял о «гениальности» Ленина. Сам же Сталин, в 1922 году убедившись в серьёзности болезни Ленина, даже затребовал медицинскую литературу, изучив которую, заметил в кругу своих соратников: «Ленину капут». Это сталинское замечание дошло до самого Ленина, посчитавшего эту фразу оскорбительной. Если верить мемуарам Бориса Бажанова, Сталин после смерти Ленина, когда считал, что его никто не видит, прямо радовался, что для него наконец расчищена дорога к власти.
В 1923 году впервые появилось понятие ленинизма, как цельного учения, идейно развивающего марксизм. Таким образом, советские власти окончательно поставили Ленина вровень с Карлом Марксом и Фридрихом Энгельсом. В связи с противоречивостью ленинского наследия началась так называемая «война цитат», в которой стороны обменивались противоречащими друг другу высказываниями или фактами из жизни Ленина.
В 1923 году ЦК РКП(б) создал Институт В. И. Ленина, под предлогом изучения ленинского наследия попытавшийся монополизировать все связанные с ним материалы. Контроль над институтом стал важным инструментом во внутрипартийной борьбе за власть, поскольку имевшиеся у него материалы могли помочь найти на противника «компромат» в виде каких-либо прошлых разногласий с Лениным.
В 1932 году, в результате объединения с Институтом Карла Маркса и Фридриха Энгельса был образован единый Институт Маркса — Энгельса — Ленина при ЦК ВКП(б) (позднее — Институт марксизма-ленинизма при ЦК КПСС). В Центральном партийном архиве этого института хранится более 30 тысяч документов, автором которых является Ленин.
Тон официально публикуемых биографий Ленина с 1923 года всё сильнее отрывается от реальности. В этих биографиях зачастую муссировался тот факт, что дед Ленина по отцовской линии был «бедняком»; при этом обычно не упоминалось, что отец Ленина и, соответственно, сам Ленин, был потомственным дворянином. Молодому Ульянову начали приписывать совместное со своим братом Александром изучение «Капитала» Маркса; в действительности, Ленин впервые ознакомился с «Капиталом» гораздо позднее. Ричард Пайпс считает, что братья находились в плохих отношениях, и ни о каком совместном изучении ими чего-либо и речи быть не могло.
Ленин находился у власти в стране, четыре пятых населения которой составляло крестьянство. Наиболее популярным чтением у русских крестьян начала XX века традиционно оставались жития святых. Публикация романтизированных биографий Ленина и других революционеров фактически имитировала их, и легла в этом отношении на благодатную почву.
Также в 1923 году впервые появилось пропагандистское новшество: «ленинский уголок» (см. также ленинская комната). Он прямо имитировал традиционный для русских изб «красный угол», в котором размещались иконы. Впервые он был представлен на Всероссийской сельскохозяйственной и кустарно-промышленной выставке 19 августа 1923 года. Согласно Нине Тумаркин, представленный на выставке ленинский уголок был ориентирован явно на крестьян, и пользовался среди них такой популярностью, что залы пропахли «кожей, сермягой, махорочным чадом, сеном».
В 1924 году Казанский государственный университет был переименован в КГУ имени В. И. Ульянова-Ленина. Это переименование было подтверждено ВЦИК в 1925 году.
В 1930-х годах сёла, улицы и площади городов, помещения учебных заведений, актовые залы заводов начали заполонять десятки тысяч бюстов и памятников Ленину, среди которых, наряду с произведениями советского искусства, были и лишённые художественной ценности типичные «предметы культа». Сочинения Ленина издавались огромными тиражами: в 1940—1950 годах вышло 4-е издание 35-томного собрания сочинений Ленина тиражом 800 тысяч экземпляров.
Прошли массовые кампании переименования различных объектов и придания им, вопреки пожеланию Надежды Крупской, имени Ленина. Высшей государственной наградой стал орден Ленина. Иногда высказывается мнение, что подобные действия были скоординированы сталинским руководством в условиях становления культа личности Сталина с целью узурпации власти и объявлением Сталина преемником и достойным учеником Ленина.
В 1920-е годы стало очень популярным давать детям имена, которые являлись аббревиатурой из букв имени Ленина. Например, Владлен, Владилен, Вилен или Вил, Виль — Владимир Ильич Ленин; Марлен — Маркс и Ленин; Вилор, Виленор, Вилеор, Вилорий — Владимир Ильич Ленин Организатор Революции, Нинель и другие.

### Усиление влияния СССР и деколонизация
После Второй мировой войны культ личности Ленина начал усиливаться. Связано это с тем, что влияние СССР стало распространяться на Восточную Европу и Восточную Азию. В странах Восточного блока Ленин начал воспеваться как Великий Вождь, положивший начало освобождению народов мира. Его труды изучались в социалистических странах, воздвигались памятники, его именем называли города. Как указано в БСЭ, по данным ЮНЕСКО, произведения Ленина занимали первое место в мире среди переводной литературы всех авторов. С середины 1920-х годов до конца 1950-х — начала 1960-х годов культ личности Ленина шёл в СССР (с середины 1940-х годов культ личности Ленина и Сталина распространился на Восточную Европу и на Восточную Азию) и в социалистических странах вместе со Сталиным, однако позже в них стала проводиться десталинизация, от которой отказались Китай и Албания. В этих странах фигура Ленина также продолжала оставаться одной из самых почитаемых. Культ Ленина распространялся и через несколько лет после окончания войны. После Кубинской революции 1 января 1959 года культ личности Ленина распространился на Кубу, а после окончания Вьетнамской войны — на Южный Вьетнам.
Имя Ленина часто связывают с деколонизацией. После освобождения от колониальной зависимости ряда стран (Маврикий, Зимбабве, Индия) в них была увековечена память Ленина, ему ставились памятники и особо отмечали его роль в освобождении народов. В 2010 году в Монпелье Ленину был воздвигнут памятник как человеку, сделавшему первый шаг к деколонизации.

### 100-летний юбилей Ленина (1970)
Американский историк Нина Тумаркин полагает, что формирование псевдо-религиозного культа Ленина в Советской России в 1920-е годы несомненно имело успех. Причинами этого она считает тот факт, что громадное большинство населения страны на тот момент составляли крестьяне, с их традиционной религиозностью и укоренившейся в русском народе многовековой верой в «доброго царя».
Смерть Петра III в 1762 году породила легенды о том, что царя хотели убить дворяне за то, что он собирался «дать волю» крестьянам. Аналогичные легенды вызвало и убийство Павла I. В начале 1920-х годов многие крестьяне воспринимали Ленина, как политика, покончившего с разрушительными экспериментами военного коммунизма, и установившего в стране НЭП. Его смерть в 1924 году вызывала тревогу: что произойдёт дальше, кто станет преемником Ленина, не вернутся ли большевистские вожди к прежней «людоедской» практике?
Культ был в общих чертах сформирован в 1923—1924 годах основными кандидатами на роль преемника Ленина — Зиновьевым, Каменевым, Сталиным и Троцким. Поклонение перед Лениным прямо ссылалось на многовековые традиции России: вывешивание портретов (иконы), демонстрации и уличные шествия также с портретами (крестные ходы), публикация романтизированных биографий (жития святых), «ленинские уголки» («красные углы» русских изб, в которых размещались иконы), и, конечно, тело Ленина в Мавзолее (нетленные мощи). К числу непосредственных архитекторов культа исследователь относит, в частности, Бонч-Бруевича и наркома просвещения Луначарского. Показательно, что Луначарский в молодости принадлежал к движению богостроителей.
Однако к началу 1970-х годов в результате массовой урбанизации и индустриализации картина Советской России резко изменилась. Большинство населения страны стало городским. По мнению Нины Тумаркин, это городское большинство уже начало массово осознавать резкий отрыв культа Ленина от реальности.
Тем не менее, власти традиционно продолжали видеть в ссылках на авторитет Ленина один из основных источников своей легитимности. В связи с этим в 1970 году были с небывалым размахом организованы юбилейные торжества. Апрельский (1970) номер всех советских журналов (включая юмористические, музыкальные, инженерно-строительные и т. д., вплоть до коневодства и эпидемологии) был полностью или частично посвящён «великому вождю», и во всех эта тема была вынесена на апрельскую (а во многих — не только апрельскую) обложку. Была отчеканена юбилейная медаль, а заодно и монета достоинством в один рубль, посвящённая «вождю пролетариата». Однако, по выражению исследователя, народ показал, что он «не цирковая лошадь, чтобы по сигналу прыгать через обруч». «Плохим для властей сигналом» стало массовое распространение анекдотов, высказывавших явное раздражение народа непомерным раздуванием ленинской тематики.

### Культ родственников Ленина
Помимо Ленина, многим объектам также присваивались имена его родственников. Одним из наиболее ярких примеров была его жена Надежда Крупская, имя которой присваивалось улицам, высшим учебным заведениям, школам, ей также воздвигались памятники. Имя Крупской в 1957—1991 годах носил Московский государственный областной университет, сейчас её имя также носит кондитерская фабрика. Сама Надежда Константиновна была похоронена в Кремлёвской стене.
В 1970 году, в честь 100-летнего юбилея Ленина, в ряде городов были установлены памятники и его родителям. В Пензе у здания средней школы № 1 имени В. Г. Белинского установлен памятник Илье Николаевичу и Марии Александровне Ульяновым. В городе Ульяновске, где память о Ленине увековечивалась с особым размахом, установлен памятник «Мария Ульянова с сыном Володей». В городах Ульяновск и Астрахань расположены памятники Илье Николаевичу Ульянову. Его могила в Ульяновске в 1960 году была отнесена к памятникам регионального значения. Имя И. Н. Ульянова носят Ульяновский государственный педагогический университет имени И. Н. Ульянова и Чувашский государственный университет имени И. Н. Ульянова.
Повышенное внимание уделялось революционной деятельности Александра Ульянова, старшего брата Ленина. Одна из улиц Санкт-Петербурга носит его имя.
С 1961 по 1993 год Яковоапостольский переулок в Москве носил имя старшей сестры Ленина Анны Елизаровой, также её имя с 1964 по 1991 год носила Полозова улица в Ленинграде. В Томске с 1979 года существует улица Елизаровых, названная в честь Анны Ильиничны и её мужа Марка Елизарова.
В ряде городов бывшего СССР существуют улицы Дмитрия Ульянова. Дмитрию Ульянову был посвящён фильм 1987 года «В Крыму не всегда лето».
В Москве одна из улиц носит имя Марии Ульяновой. Мария Ильинична — одна из двух (наряду с Крупской) родственниц Ленина, похороненных в Кремлёвской стене.

## «Война цитат»
Одной из черт ленинского наследия является его крайняя эклектичность; так, исследователь М. С. Восленский обращает внимание на одну из фундаментальных работ Ленина «Государство и революция». Будучи написанной во время бегства в Финляндию в 1917 году, за несколько месяцев до прихода большевиков к власти, эта работа, по мнению исследователя, в ряде пунктов резко противоречила тем преобразованиям, которые Ленин начал осуществлять на практике. В частности, в этой работе предполагалась замена постоянной армии «всеобщим вооружением народа».
Широко известно высказывание Ленина: «НЭП — это всерьёз и надолго»; однако на X съезде РКП(б) в 1921 году он также заявил, что свобода торговли является для большевиков «опасностью не меньшей, чем Колчак и Деникин вместе взятые».
Так называемая «война цитат» началась практически немедленно после смерти Ленина. 17 июня 1924 года Иосиф Сталин в своём выступлении на курсах секретарей укомов (по представлениям того времени — третий по значимости форум после партийных съездов и пленумов ЦК) обрушился на Льва Каменева, ошибочно процитировавшего высказывание Ленина «из России нэповской будет Россия социалистическая», как «из России нэпмановской будет Россия социалистическая».
Крупным примером «войны цитат» стал содоклад Зиновьева к Политическому отчёту ЦК на XIV съезде ВКП(б) в декабре 1925 года; доклад был построен на обширных ссылках на различные высказывания Ленина. Однако, вместе с тем, Зиновьев был вынужден признать, что «война цитат» как таковая вызывает среди значительной части партии скепсис:

В последнее время, товарищи, многие толкуют так, что не надо, мол, слишком много цитировать Владимира Ильича, что так начётчики только делают, что это «ветхий завет» у нас и т. д. Так иногда говорят. И говорят ещё так: зачем цитировать Ленина, у него можно найти что угодно, как у дядюшки Якова товару всякого. Мне кажется, что это абсолютно неправильно и неверно. (Голоса: «Кто так говорит?») Многие так говорят.

Выступавший после Зиновьева и на тот момент противостоявший ему Бухарин привёл противоположные высказывания Ленина и также противоположные толкования тех цитат, которые привёл Зиновьев:

Мне кажется, что так обращаться с Лениным — немножко бесцеремонно. Можно цитаты надёргивать как угодно, но это не значит обращаться с ними так, как это подобает… тов. Зиновьеву кто-нибудь из секретарей нарезал цитат и не посмотрел, что дальше следует. А он эту цитату — бабах! (Смех.) 

## Культ на практике

### В произведениях искусства

#### Гимн СССР
В первой редакции гимна СССР от 1943 года Ленин упоминается один раз (как и Сталин): «…и Ленин великий нам путь озарил…».
Во второй и последней редакции гимна Ленин упоминается дважды: добавлено «…партия Ленина — сила народная…» в припеве (вместо «Знамя советское, знамя народное»). Кроме того, в этой редакции Ленин не только «озарил путь», но и «…На правое дело он поднял народы,
на труд и на подвиги нас вдохновил!» (в первой редакции «вдохновлял» Сталин). Имя Ленина упоминалось также в гимнах союзных республик.

#### Памятники Ленину
Одним из основных проявлений культа стало массовое строительство памятников Ленину, коих на территории СССР было установлено более 14 000. Бюсты Ленина появлялись ещё при его жизни. Один из первых бюстов был открыт 7 ноября 1918 года в городе Коротояке Воронежской губернии. К концу 1919 года насчитывалось более 20 бюстов вождю на территории России. В начале 1920-х годов, по мере становления советской власти в других республиках, бюсты стали сооружаться и за пределами России. Официально первый памятник Ленину в полный рост появился уже буквально на следующий день после его смерти, 22 января 1924 года, в городе Богородск, хотя он начал сооружаться ещё при жизни Ленина. Общее количество памятников, воздвигнутых к началу распада СССР, с трудом поддается какому-либо подсчёту. По приблизительным данным, на данный момент в мире существует около 5 500 — 6 тыс. памятников Ленину, установленных в 4 тысячах населённых пунктов. Из числа этих памятников более 3 тыс. находятся в России, и более 1 тыс. на Украине.
Наибольшим размахом строительство памятников Ленину традиционно отличалось в городе, носившем его имя — в Ленинграде, где их количество составляет, по крайней мере, 90, а также в Москве и его родном городе — Ульяновске. Немало памятников устанавливалось и в других странах, в частности, в странах Восточного блока. Несколько памятников было установлено в Великобритании, Франции, Италии и США.
Во многих городах есть также стелы с изображением Ленина. Почти каждое здание, в котором бывал или останавливался Ленин, было отмечено памятными досками, в частности, в Москве и Ленинграде. Изображения Ленина присутствуют в ряде станций метро Москвы и Ленинграда.

### Орден Ленина
Высшей государственной наградой СССР стал учреждённый в 1930 году орден Ленина. До этого времени никакой высшей награды в стране фактически не было, а наиболее почётной наградой традиционно считался орден Красного Знамени.
При этом показательно, что у самого Ленина при жизни не было фактически ни одной награды, а во время его похорон к его френчу был прикреплён только значок делегата ВЦИК.

### Мавзолей Ленина
Мавзолей В. И. Ленина — памятник-усыпальница, возведённый на главной площади столицы в 1924 году. Третий вариант был сооружён в 1930 году. До октября 1993 года у Мавзолея находился пост почётного караула № 1. Во время празднования основных государственных праздников мавзолей использовался как трибуна.
Политолог Дмитрий Орешкин полагал, что большевики намеренно создавали новый языческий культ, в котором «источником веры и объектом поклонения являлась мумия обожествленного предка, а верховным жрецом — генеральный секретарь». Николай Бухарин писал в частном письме: «Мы …вместо икон повесили вождей, и постараемся для Пахома и „низов“ открыть мощи Ильича под коммунистическим соусом». Советолог Луис Фишер, заканчивая свою знаменитую книгу о Ленине, пишет: «Иконоборец превратился в мощи, и миллионы людей стоят в очереди к мавзолею, чтобы подивиться чуду нетленности его плоти».

### Географические объекты, названные в честь Ленина
Первые объекты, названные в честь Ленина, получали свои имена ещё при его жизни. Так, уже в 1918 году на карте России появлялись улицы и проспекты Ленина в различных городах. В 1918 году город Талдом был переименован в Ленинск. Ряд населённых пунктов также ещё при жизни Ленина получили название Ленино.
После смерти Ленина 21 января 1924 года город Петроград уже 26 января был переименован в Ленинград. Родной город Ленина, Симбирск, 9 мая 1924 года переименован в Ульяновск. Общее количество населённых пунктов, названных в честь Ленина, к моменту распада СССР дошло до нескольких десятков тысяч; количество же городских топонимов практически не поддаётся подсчёту. В честь Ленина также назван астероид (852) Владилена, открытый ещё в 1916 году, но до 1924 года не имевший никакого имени.
Сам Ленин к переименованиям в его честь различных объектов относился равнодушно. 9 сентября 1922 года рабочие завода Михельсона, после митинга на котором в 1918 году на Ленина совершила покушение Фанни Каплан, постановили переименовать свой завод в честь Ленина, и прислали ему приглашение на митинг. В ответном письме уже серьёзно больной Ленин прийти на митинг отказался. В этом письме он назвал завод «бывшим заводом Михельсона», а не «заводом имени Ленина».

### Денежные знаки
Изображение Ленина присутствовало на всех советских купюрах от 10 рублей и выше. В 1970 году профиль вождя появился и на «юбилейной» монете в 1 рубль; это изображение в точности совпадало с отчеканенной тогда же юбилейной медалью.

### Ономастика
В 1920-х годах несколько имён, искусственно образованных от фамилии вождя, вошли в число «новых советских имён», рекомендуемых (хотя и не всегда, не везде и не в обязательном порядке) молодым родителям при записи детей в метрические книги (гл. обр. в Москве и Петрограде-Ленинграде). Примеры таких имён: Вил и Виль (от В. И.Л), Вилен, Вилена, Лени́на и Нинель, а также Владлен и Владилен (последние два получили среди этих новинок наибольшее распространение, благодаря фонетическому сходству с нормальными славянскими именами, но тем не менее подчёркивающими лояльность родителей новой власти). Редкая прежде (но реально существовавшая) фамилия «Ильичёв», распространившаяся в те же годы, могла быть принята взрослым гражданином из аналогичных соображений, но могла и быть дана государственными чиновниками ребёнку, оставшемуся или оставленному без родителей.
В некоторых иностранных государствах ленинская ономастика тоже получила определённое распространение в ультралевых и коммунистических кругах. Например, один из наиболее успешных международных террористов, известный под кличкой Шакал, осуждённый во Франции за убийство, получил своё настоящее имя (Ильич Рамирес Санчес) при рождении в венесуэльской семье, где «прогрессивный» отец последовательно назвал трёх своих сыновей Владимир, Ильич и Ленин.

## Восприятие Ленина после распада СССР
После падения социалистического режима и распада СССР в августе-декабре 1991 года начался процесс деленинизации. Термин деленинизация появился по аналогии с десталинизацией и декоммунизацией, обычно употребляется вместе с одним из них и означает процесс преодоления культа личности Ленина.
Согласно Юрию Пивоварову деленинизация начинается при Хрущёве, продолжается руками диссидентов и достигает апогея в 1993 году, когда Ленин в прессе превращается в воплощение абсолютного зла. При этом «… все эти метаморфозы происходили в основном в публицистике, на телевидении и радио… Развенчание Ленина произошло в слове, никак или почти никак не материализовавшись. Точнее, не дематериализовавшись». Однако в дальнейшем Ельциным был выбран курс на общественное согласие. Власть постаралась использовать одновременно этически и эстетически несовместимые символы. «И орлы, и звёзды, и патриарх, и песенки Окуджавы, и партхозактив в костюмах от Гуччи (словно с чужого плеча), и „поручик Голицын“, и памятник Жукову… Социальный мир любой ценой!».
В большей степени деленинизация коснулась бывших союзных республик и стран Восточной Европы. В частности, в Прибалтике и Средней Азии борьба с культом Ленина прошла почти полностью. В регионах, где антисоветские настроения были наиболее распространены (Прибалтика, Западная Украина, Молдавия) она началась ещё при советской власти, на рубеже 1980—1990-х годов. В частности, первым местом в СССР, где был демонтирован памятник Ленину, стал в апреле 1990 года город Червоноград Львовской области УССР. В странах Восточной Европы процессы деленинизации также начались ещё в 1989 году во время бархатных революций. В ЧРИ в 1990-е годы были уничтожены почти все памятники Ленину, а во время Карабахского конфликта личность Ленина в целом негативно оценивали обе воюющие стороны. Новые национальные элиты воспринимали Ленина как символ оккупации и централизации; взамен в ранг героев были возведены, в основном, деятели национально-освободительной борьбы, советские диссиденты, а также деятели национальных государственных образований в годы Гражданской войны.
В 2011 году за деленинизацию России выступали депутат Госдумы Роберт Шлегель, историк Андрей Зубов, Русская православная церковь.
Зимой 2013—2014 годов на Украине во многих городах происходил снос памятников Ленину.
Критика деленинизации в России в основном является реакцией на идею выноса тела Ленина из Мавзолея. Так, депутат фракции КПРФ Дмитрий Новиков заявил: «Следует помнить и то, что фигуры ленинского масштаба не принадлежат только себе… И когда они уходят, благодарный народ воздвигает им десятки, порой сотни памятников. А иногда даже мавзолеи». Писатель и публицист Дмитрий Быков считает, что у нынешней власти нет морального права «разбираться с Лениным».
Хотя споры сторонников и противников идей Ленина не прекращаются, звучат и голоса тех, кто предлагает просто превратить Ленина в коммерческий бренд (как это фактически сделано в современном Китае с Мао Цзэдуном). В 2013 переводчик трудов В. И. Ленина на байхуа Ван Цюань в беседе с корреспондентом газеты «Аргументы и факты» недоумевал: «…Мы искренне не понимаем: почему вы не качаете из него деньги? Ведь Ленин — бренд ещё круче Мао. Можно наладить производство сувениров… У вас одни его боготворят, а другие проклинают, но следует быть проще. Вы платили, чтобы распространять в мире идеи Ленина, а надо на них зарабатывать…».
Известны случаи и возвращения к ленинизму. В 1990-е годы в Молдавии активно уничтожалась память о Ленине, однако с приходом к власти коммунистов в стране восстанавливалось «доброе имя» Ленина. После отстранения коммунистов власти Молдавии пытались вернуться к вопросу о сохранении советских памятников в стране, в том числе посвящённых Ленину, однако вскоре Михай Гимпу был отстранён. Подобное было и в Белоруссии, когда с установлением независимости начали избавляться от советских символов, но более лояльный к советскому периоду президент Александр Лукашенко остановил этот процесс.
В 2022 году памятники Ленину были восстановлены на территории занятых российской армией городов Геническ и Новая Каховка, несмотря на то, что незадолго до этого президент России Владимир Путин в своей речи подверг Ленина резкой критике.
В 2012 году имя Ленина получила электронная библиотека КиберЛенинка.

## Отношение Ленина и его семьи к созданию культа
Вместе с тем сам Ленин к славословиям в свой адрес относился негативно. М. С. Восленский считает, что для этого он был слишком занят, американский историк Нина Тумаркин полагает, что Ленин опасался собственного превращения в «безвредную икону» и требовал от своих последователей исполнительности, не доверяя ритуальным славословиям. Как отмечает Восленский в своей работе «Номенклатура», если бы Ленин услышал «бесстыдные панегирики», раздававшиеся в его честь после Хрущёва, «он почувствовал бы острое омерзение».
Ленин был категорически против возвеличивания своей личности. Его помощник В. Д. Бонч-Бруевич вспоминал, как его срочно вызвали к Ленину, который воскликнул: 

Это что такое? Как же вы могли допустить?.. Смотрите, что пишут в газетах?.. Читать стыдно. Пишут обо мне, что я такой, сякой, всё преувеличивают, называют меня гением, каким-то особым человеком, а вот здесь какая-то мистика… Коллективно хотят, требуют, желают, чтобы я был здоров… Так, чего доброго, доберутся до молебнов за моё здоровье… Ведь это ужасно!… И откуда это? Всю жизнь мы идейно боролись против возвеличивания личности отдельного человека, давно порешили с вопросом героев, а тут вдруг опять возвеличивание личности! Это никуда не годится. Я такой же, как и все.
Кроме того, известен случай, когда Ленин публично выразил своё нежелание быть объектом преклонения. Это произошло тогда, когда решили отпраздновать его день рождения. Он отсутствовал на юбилейном собрании до того момента, пока не прекратились восхвалявшие его речи. Появившись после перерыва и будучи встреченный бурными аплодисментами, он сдержанно поблагодарил присутствовавших: за приветствия и за то, что избавили его от выслушивания их. Затем Ленин выразил надежду, что со временем будут созданы более «подходящие способы» отмечать юбилейные даты, и закончил свою речь обсуждением будничных партийных проблем.
30 января 1924 года, через 9 дней после смерти Ленина, в газете «Правда» было опубликовано письмо Н. К. Крупской, в котором она просила: «Большая у меня просьба к вам: не давайте своей печали по Ильичу уходить во внешнее почитание его личности. Не устраивайте ему памятников, дворцов его имени, пышных торжеств в его память и т. д. — всему этому он придавал при жизни так мало значения, так тяготился всем этим». Этот робкий протест не был услышан, уже был построен первый Мавзолей и проводились работы по бальзамированию тела Ленина.